# Cratere Xu
Xu è un cratere sulla superficie di Rea.